# 伊藤ゆみ
アユミ（旧芸名：伊藤 ゆみ、いとう ゆみ、1984年8月25日 - ）は、日本の女優、歌手である。別名：ICONIQ（アイコニック）。2020年1月までエイベックス・マネジメントに所属。現在は韓国の芸能事務所BONBOO ENTに所属している。
鳥取県鳥取市出身の在日韓国人三世。血液型はB型。韓国のアイドルグループ「Sugar」のメンバー・Ahyoomi（アユミ、아유미）としてデビュー。Sugar解散後Ahyoomee（アユミ）としてのソロ活動を経て帰国し、伊藤ゆみの芸名で日本を拠点に主に女優として活動。ロサンゼルス留学の後、2010年に「わたしが変わる」のキャッチコピーで、ICONIQ（アイコニック）と改名し歌手として再デビュー。2016年より芸名を再び伊藤ゆみに戻して女優業を中心に活動。2019年からは再び韓国に渡り、バラエティー番組を中心にタレント活動をする傍ら、コスメブランド「BR Waterfull」のブランドディレクターを務める。

## 来歴

### 1984年 - 2000年：生い立ち
1984年 在日韓国人二世の父親と、韓国人の母親の元に生まれる。中学1年生の時に聴いた宇多田ヒカルの曲に衝撃を受け歌手を志す。中学2年の時に母親と韓国旅行に行った際、ソウル明洞でスカウトされるも、父親から「韓国語を話せない」などの理由から芸能界入りを反対されていた。2000年、渡韓。芸能界デビューするため、レッスンを行う。

### 2001年 - 2007年：Sugar、アユミ時代
2001年末に韓国のアイドルグループ「Sugar」のメンバー・Ahyoomi（アユミ、아유미）として韓国でデビューを果たす。2003年に所属事務所スターワールドはホリプロと契約を交わし、翌2004年にSugarは日本へ進出。日本テレビの『音楽戦士 MUSIC FIGHTER』 K-POP大図鑑を担当。2005年には「Xメン」（SBS）など多くのバラエティ番組で活躍する。年末、MBC放送芸能大賞受賞。2006年には倖田來未がカバーした「キューティーハニー」の韓国語訳詞を手がけ、この曲で「Ahyoomee（アユミ）」としてソロデビューも果たし、同曲を含むシングル2作品をリリースした。同時に、ローマ字表記を「Ahyoomee」から「AhYooMi」に改めた。同年12月31日、Sugar解散。
2007年2月14日、ソロ歌手「Ahyoomee（アユミ）」としてSMエンタテインメントに移籍し、BoAや東方神起らと同じ所属事務所となる。同年7月5日、SMエンタテインメント所属の歌手によるコンピレーションアルバム『2007 SUMMER SMTOWN』の2曲目に収録されている「旅行に行こう」にワンフレーズだけではあるが参加し、これが事実上事務所移籍後初のCDリリースとなった。

### 2008年 - 2009年：伊藤ゆみ時代
2008年、エイベックス・エンタテインメントに移籍し、「伊藤ゆみ」として日本を拠点に女優として活動開始。 日本テレビの連続ドラマ『貧乏男子 ボンビーメン』に出演。2009年1月、初の主演映画『約束の地』が公開。
同時期にアメリカ合衆国ロサンゼルスへ留学。音楽、ダンス、語学を学ぶ。

### 2009年 - 2016年：ICONIQとして再デビュー
2009年11月、東名阪での野外ボードにてロングヘアを大胆にカットしたベイビーショートの「ICONIQ（アイコニック）」としてのビジュアルが初公開され、歌手として再デビュー。
2009年12月9日、rhythm zoneより、再デビュー1枚目のシングルで、EXILE ATSUSHIとのコラボ曲「I'm lovin' you」が発売され、上野樹里が出演する「マキアージュ」のCM曲として使用された。2010年（平成22年）元日、資生堂は彼女の単独写真広告を新聞各紙に掲載した。2枚目のシングル「Change Myself」は彼女が出演する「マキアージュ」のCM曲として起用された。2010年2月24日に1枚目のアルバム『Change Myface』からの3曲が着うたサイト別に配信された。m-floのVERBALとコラボレーションした『I.D feat.VERBAL(m-flo)』はミュウモ、アメリカの歌手マドンナの「ライク・ア・ヴァージン」のカバーはmusic.jp、「Crystal Girl」はdwangoで配信された。
2010年3月8日、アルバム発売前日の9日から、資生堂や全日空、スターバックスなど7社のCMに出演することが発表された。再デビュー後初となるアルバム『CHANGE MYSELF』はオリコン週間チャートで3位を記録した。女性歌手のデビューアルバムが同チャートの3位以内に入るのは、2007年（平成19年）12月に新垣結衣のアルバム『そら』が2位になって以来、2年3ヶ月ぶりである。一方、アルバムの実売枚数は4万枚程度で、億単位に上るとみられるプロモーション費の元を取るのは困難であるという報道もあったが、YAHOO!JAPANの「5,000万人が選ぶ!ネット番付2010」音楽部門新人アーティスト賞で最多得票を獲得、「レコチョク年間ランキング2010」新人アーティストランキング「着うた」部門で女性ソロ1位獲得、さらにコラボ曲「I'm lovin' you」が「2010年TSUTAYA年間ランキング」CDレンタル部門・限定シングル1位を獲得した。また、同年11月25日の『ベストヒット歌謡祭』では地上波テレビ初出演し歌唱、同年末の『第52回日本レコード大賞』でも新人賞を受賞した。
2010年、2011年と夏の野外フェスティバル「a-nation」に2年連続出演。2010年はこの年リリースしたシングル「TOKYO LADY」、2011年は未発表曲「LADIES」を披露した。
2012年3月14日、昨年のa-nationで初披露された「LADIES」と新たに作られた新曲「MAKE IT RIGHT」をデジタルシングルとして同時リリースした。
音楽活動の一方で『Girls Award 2012 SPRING/SUMMER』などのファッションイベントにも出演し、写真展『ICONIQ UNKNOWN展』を開催。女優として2011年4月の『どんど晴れ スペシャル』を皮切りに『間違われちゃった男』『白衣のなみだ』などのテレビドラマに出演。2013年1月にはビューティー演劇『14番目の月〜僕達が貴女をキレイにします!〜』で初舞台にして初主演、同年11月には宮本亜門演出の『メリリー・ウィー・ロール・アロング〜それでも僕らは前へ進む〜』でミュージカルに初出演しヒロイン役を演じた。

### 2016年 - ：伊藤ゆみとして再始動
2016年8月10日発売の雑誌『SENSE』グラビアを皮切りに、「伊藤ゆみ」に名前を戻し、女優業を中心に再始動。8月26日発売の写真週刊誌『フライデー』でグラビアに初挑戦し、撮影の為に作り上げた究極ボディを9ページにわたって披露した。同年9月の舞台『ReLIFE』で伊藤ゆみとして初舞台に立ち、女優業に本格復帰した。
2017年5月には『母になる』で3年ぶりにテレビドラマに出演、同年7月にはフジテレビ月9ドラマ『コード・ブルー -ドクターヘリ緊急救命- THE THIRD SEASON』にレギュラー出演する。
2019年には再度渡韓し、2020年1月30日をもって所属事務所・エイベックスマネジメントを退所。
2022年8月24日、結婚を前提に交際を続けていた2歳年上の一般男性と、同年10月30日にソウルで挙式することを現在の所属事務所BONBOO ENTが明らかにした。
2024年1月9日、第1子妊娠を発表した。6月10日、第一子女児を出産。

## 人物
母語は日本語だが、現在では韓国語も流暢に話す。在日韓国人二世の父親と、ソウルの永登浦出身で、20歳の時に日本へ留学した韓国人の母親の元に生まれた韓国籍。日本国内では在日韓国人として事務所が大きく公表することはないが、Sugar時代は「風と花束/Present/Heart&Soul」の販促用フライヤーにおいて国籍が「韓国」であると明記され、それ以後のものにも同様に記載された。
上記のように、日本にて再デビューするにあたり韓国でのSugar時代の経歴を意図的に隠したのではないかという批判がかつてあった。しかし2012年現在では、公式プロフィールでもSugar時代の経歴は表示されている。また2012年2月15日に『グータンヌーボ』に出演した際には本人の口から韓国でのキャリアが語られ、字幕でもSugarとして活動していたことが紹介された。
趣味は乗馬と絵を描くこと。特技は幼い頃から習っていたダンス。好きな歌手はアリシア・キーズ、リアーナ、クリスティーナ・アギレラなどの洋楽の女性アーティストら。

## 出演（日本）

### テレビドラマ

#### 伊藤ゆみ名義
- 貧乏男子 ボンビーメン（2008年、日本テレビ） - 倉田若葉 役
- 音女（OTOME）（2008年7月9日、テレビ朝日） - 「伺うオトメ」恵理 役
- 四つの嘘（2008年、テレビ朝日） - 宮部（ナース） 役
- 母になる（2017年5月10日、日本テレビ） - 田中舞子 役
- コード・ブルー -ドクターヘリ緊急救命- THE THIRD SEASON（2017年7月17日 - 9月18日、フジテレビ） - 町田響子 役
- 海月姫（2018年、フジテレビ） - ファヨン 役
- マジで航海してます。〜Second Season〜（2018年、毎日放送） - 野口妙子 役
- ハゲタカ（2018年、テレビ朝日） - 海野玲香 役
- パーフェクトクライム（2019年1月20日 -、ABCテレビ） - 冬木美和 役[37]
- JOKER×FACE 第3・4話（2019年1月29日・2月5日、フジテレビ）
- さすらい温泉♨遠藤憲一 第十湯（2019年3月20日、テレビ東京） - 尾藤優美 役
- ラジエーションハウス〜放射線科の診断レポート〜 第6話（2019年5月13日、フジテレビ） - 樫木 役

#### ICONIQ名義
- どんど晴れスペシャル（2011年4月24日、NHK BSプレミアム） - 氷室雪子 役
- ATARU 第7話（2012年5月27日、TBS） - 柏原由美 役
- 福岡恋愛白書8（2013年3月22日、九州朝日放送） - 古賀恵 役
- 間違われちゃった男（2013年4月13日 - 6月22日、フジテレビ） - 桃山エリカ 役
- 白衣のなみだ 第二部（2013年4月29日 - 5月31日、東海テレビ） - 井村美鈴 役
- ムッシュ! 第5話（2013年5月20日、中部日本放送） - 山内歩美 役
- 月曜ゴールデン 芸者弁護士 藤波清香（2014年6月23日、TBS） - 奥野佐織 役

### テレビ番組
アユミ（Sugar）名義
- 音楽戦士 MUSIC FIGHTER （2005年4月 - 2006年3月、日本テレビ）

伊藤ゆみ名義
- 魔女に言われたい夜〜正直過ぎる品定め〜（2017年4月 - 、フジテレビ）

### 映画
伊藤ゆみ名義
- 約束の地（2009年） - 春風優 役 ※主演
- カフーを待ちわびて（2009年） - 新垣梨香 役
- 猫は抱くもの（2018年） - ナッツン（サニーズ） 役
- 劇場版 コード・ブルー -ドクターヘリ緊急救命-（2018年） - 町田響子 役
- WALKING MAN（2019年） - キム・ヘジョン 役

### 舞台
ICONIQ名義
- ビューティー演劇 14番目の月〜僕達が貴女をキレイにします!〜（2013年1月30日 - 2月3日、CBGKシブゲキ!!） - 主演・麗香 役
- メリリー・ウィー・ロール・アロング-それでも僕らは前へ進む-（2013年11月1日 - 12月8日、東京 / 大阪） - ガッシー 役

伊藤ゆみ名義
- ReLIFE（2016年9月8日 - 25日、サンシャイン劇場、シアター・ドラマシティ） - 佐伯みちる 役

### ウェブドラマ
- さまぁ〜ずハウス（2018年、Amazonプライム・ビデオ）#13「パーティー」 - 今井直子 役[41]

### イベント
ICONIQ名義
- Girls Award 2012 SPRING/SUMMER（2012年5月16日、国立代々木競技場 第一体育館）
- 写真展『ICONIQ UNKNOWN展』（2012年7月6日 - 7月12日、表参道ヒルズ 本館 吹抜け大階段）

### テレビCM
伊藤ゆみ名義
- 小林製薬「アイボン トローリ目薬ドライアイ」（2008年）
- キリンビバレッジ 午後の紅茶「いいねぇ!」篇（2008年）

ICONIQ名義
- 資生堂 マキアージュ（2010年）
- 全日本空輸（2010年）
- スターバックスコーヒー（2010年）
- マセラッティ（2010年）
- kitson（2010年）
- rhythm zone（2010年）
- mu-mo（2010年）
- ウィダーinゼリー（2010年）

### 雑誌
ICONIQ名義
- GINGER 2010年2月号（2010年、幻冬舎）
- anan
- BARFOUT!
- ViVi
- FRaU
- bea's UP
- VoCE
- 装苑
- JJ
- SWAK

## ディスコグラフィー

### デジタルシングル
Ahyoomee（アユミ）名義（韓国）
| 枚  | 発売日        | タイトル                                               | 備考                                                                 |
| --- | ------------- | ------------------------------------------------------ | -------------------------------------------------------------------- |
| 1st | 2006年7月3日  | Cutie Honey                                            | 倖田來未「キューティーハニー」を自ら韓国語に訳詞したカバー曲[注 4]。 |
| 2nd | 2006年11月7日 | 잘못된 만남 （チャルモッテンマンナム＝間違った出会い） | 韓国の歌手金健模（キム・ゴンモ）のカバー曲。                         |

ICONIQ名義
| 枚  | 発売日        | タイトル       | 備考                                                                   |
| --- | ------------- | -------------- | ---------------------------------------------------------------------- |
| 1st | 2009年12月9日 | I'm lovin' you | EXILE ATSUSHIとのコラボレーション曲。 資生堂「マキアージュ」CMソング。 |
| 2nd | 2010年1月1日  | Change Myself  | 資生堂「マキアージュ」CMソング。                                       |
| 3rd | 2012年3月14日 | LADIES         |                                                                        |
| 4th | 2012年3月14日 | MAKE IT RIGHT  |                                                                        |

### シングル
ICONIQ名義
| 枚  | 発売日        | タイトル   | 備考                                                           |
| --- | ------------- | ---------- | -------------------------------------------------------------- |
| 1st | 2010年8月11日 | TOKYO LADY | 資生堂「マキアージュ」、森永製菓「ウイダーinゼリー」CMソング。 |

### アルバム
ICONIQ名義
| 枚  | 発売日        | タイトル      |
| --- | ------------- | ------------- |
| 1st | 2010年3月10日 | CHANGE MYSELF |

### ミニアルバム
ICONIQ名義
| 枚  | 発売日        | タイトル    |
| --- | ------------- | ----------- |
| 1st | 2010年9月15日 | Light Ahead |

### 参加作品
Ahyoomee（アユミ）名義（韓国）
1. SM Town 「여행을 떠나요（Let's go on a trip）」
  - コンピレーション・アルバム『2007 Summer SM Town』（2007年7月5日発売、SMエンタテインメント）の2曲目に収録。
2. SM Town 「사랑 하나죠（Only Love）」
  - コンピレーション・アルバム『2007 Winter SM Town』（2007年12月10日発売、SMエンタテインメント）の1曲目に収録。

ICONIQ名義
1. 童子-T「12 Love Stories 2」（2011年11月30日発売）
  - 4.あなたしか見えなかった feat. SEAMO, ICONIQ
2. AILI×DJ KAORI ft. ICONIQ 「Miss You」
  - AILIのアルバム『Vivid』（2011年8月17日発売、rhythm zone）の1曲目に収録。
  - ミュージックビデオが製作され、ICONIQはデビュー当時のショートカットとは異なる女性らしさが強調されたロングヘアで出演している。

### 未音源化曲
ICONIQ名義
1. My season（2010年）
2. I will love（2010年）

## 受賞歴
- MBC放送芸能大賞（2005年）
- 第52回日本レコード大賞 新人賞 「Change Myself」（2010年）